# 伝統的植物性医薬品指令
- 医療 > 医療制度 > 医療品規制 > 伝統的植物性医薬品指令
- 欧州連合 (EU) > 欧州連合法 > 指令 > 伝統的植物性医薬品指令

伝統的植物性医薬品指令（でんとうてきしょくぶつせいいやくひんしれい、英: Traditional Herbal Medicinal Products Directive、THMP指令）は、欧州連合法の一つで、欧州連合(EU)における伝統薬的植物薬の新薬承認手続きの簡略化を目的とする指令である。
以前には、EU全体に亘る公式な承認手続きが存在しなかったので、それぞれのEU加盟国が、国家レベルでこの種の製品に対して規制を設けていた。
この規制の基で、経過措置を経て、全ての植物薬(HMPs)についてEU域内で販売認可の取得が義務付けられた。
承認の必要の無い処方植物薬だけが、THMP指令の条項から除外される。
植物薬は、最終製品の品質保証と安全性の実証のために医薬品及び医薬部外品の製造管理及び品質管理の基準(GMP)に従って製造されなければならない。
THMP指令は、植物薬が少なくともEU内で30年間またはEU内で15年間かつEU外で30年間に亘る利用の証明を企業に義務付けている。
もはや広く使用されておらず30年ルールを満たせない30年前の幾種かの植物薬は、売れ残っている可能性があるが、販売中止にされる場合がある、と懸念されている。
また、このルールは、30年以上前に一般的に用いられていたがその後に使われなくなった伝統的な植物薬が認可されない可能性もある、ということを意味する。
本法令に基づく植物薬の主要な適格性基準は下記のとおりである。
- 経口や外用または吸入によって投与される植物薬のみが適切である。静脈内投与が必要な薬物は認可されない。
- 医師の監督外で使用されることを意図した植物薬のみが、この制度によって認可される。
- 植物薬の意図的な使用は、その伝統的な歴史や植物薬の一般に認められている成分の薬理学的特性に基づいてのみ認可される。
- ビタミンとミネラルはその使用が成分に補助的である植物薬への添加されてもよい。
- 植物薬が販売認可の基準を満たすと管轄のEU加盟国に判断された場合に、THMP指令に基づく認可を付与されなければならない。
- 植物から分離した有効成分を用いて製造された植物薬品は、植物薬とは見做されず、この制度に基づく認可を受けることはない。

また、植物薬の有効成分が良好であることを証明できる場合、公開された科学文献への詳細な参照によって非臨床試験および臨床試験の結果を置き換えられる規定がある。
具体的には、EU内における10年間以上の使用と有効性と許容レベルの安全性が求められる。
THMP指令は最終製品のラベルにおける薬効の表示を認めているが、最終的な文言には制限が適用される。
上記の制度は欧州医薬品庁(EMA)の植物性医薬品委員会に管轄されている。

## 註釈·出典
1. 1 2  正式名称: Directive 2004/24/EC of the European Parliament and of the Council of 31 March 2004 amending, as regards traditional herbal medicinal products, Directive 2001/83/EC on the Community code relating to medicinal products for human use
2. ↑  植物薬(英: herbal medicine)は、香料薬用植物そのもの(英: raw material)から原料(英: herbal material)や中間製品(英: herbal preparation)そして最終製品(英: finished herbal product)までの、全体を意味する。
3. ↑  日本では薬事承認に相当する
4. ↑  日本では医薬品及び医薬部外品の製造管理及び品質管理の基準に相当する

1. ↑  “Medicines” (英語).  European Medicines Agency (EMA). 2023年1月1日閲覧。
2. ↑  「西洋ハーブ医薬品について」（PDF）『ファルマシア』第50巻第10号、日本薬学会、2014年10月、978-982頁、doi:10.14894/faruawpsj.50.10_978。
3. ↑  “Unlicensed herbal remedies: finished, manufactured and over-the-counter products” (英語).  Medicines and Healthcare products Regulatory Agency (MHRA). 2012年5月11日時点のオリジナルよりアーカイブ。2012年5月11日閲覧。
4. ↑  “Unlicensed herbal remedies: individual patients” (英語).  Medicines and Healthcare products Regulatory Agency (MHRA). 2011年5月4日時点のオリジナルよりアーカイブ。2011年5月4日閲覧。
5. ↑  “Herbal medicines granted a traditional herbal registration (THR)” (英語).  Medicines and Healthcare products Regulatory Agency (MHRA). 2017年10月12日時点のオリジナルよりアーカイブ。2017年10月12日閲覧。
6. ↑  “医薬品の適正流通(GDP)ガイドライン検討の経緯” (PDF).  厚生労働省 (MHLW). 2019年1月18日閲覧。
7. ↑  「医薬品の品質保証体制 GMP,GLP,GCP」（PDF）『薬学図書館』第38巻第2号、日本薬学図書館協議会、1993年2月、105-113頁、doi:10.11291/jpla1956.38.105。
8. ↑  「医薬品の品質保証とGMP GMP省令における医薬品品質システム(PQS)の観点から」（PDF）『保健医療科学』第71巻第2号、保健医療科学院、2022年2月、129-139頁、doi:10.20683/jniph.71.2_129。
9. ↑  「医薬品のGMPと品質保証」（PDF）『GMPとバリデーション』第7巻第1号、日本PDA製薬学会、2005年1月、38-43頁、doi:10.11347/pda.7.38。
10. ↑  「GMPの国際動向と日本企業の海外活動」（PDF）『GMPとバリデーション』第2巻第1号、日本PDA製薬学会、2000年1月、1-10頁、doi:10.11347/pda.2.1。
11. 1 2  “Key requirements” (英語).  Medicines and Healthcare products Regulatory Agency (MHRA). 2014年12月5日時点のオリジナルよりアーカイブ。2014年12月5日閲覧。
12. ↑  “Scope” (英語).  Medicines and Healthcare products Regulatory Agency (MHRA). 2011年5月10日時点のオリジナルよりアーカイブ。2011年5月10日閲覧。
13. ↑  “Herbal Drugs – What is Well-Established Use?” (英語).  European Compliance Academy (ECA). 2023年1月1日閲覧。
14. ↑  “Product Information” (英語).  Medicines and Healthcare products Regulatory Agency (MHRA). 2011年5月10日時点のオリジナルよりアーカイブ。2011年5月10日閲覧。